# Trưng cầu ý dân về hiến pháp Đài Loan 2022
Một cuộc trưng cầu ý dân về việc bổ sung Điều 1-1 vào Tu chính Hiến pháp Trung Hoa Dân Quốc được tổ chức tại Đài Loan vào ngày 26 tháng 11 năm 2022. Đề xuất sửa đổi hiến pháp hạ tuổi bầu cử từ 20 tuổi xuống còn 18 tuổi và hạ tuổi ứng cử từ 23 tuổi xuống 18 tuổi sau khi luật bầu cử được sửa đổi.
Đây là cuộc trưng cầu ý dân về hiến pháp đầu tiên kể từ khi Quốc dân Đại hội bị đình chỉ vào năm 2005. Tu chính án không được phê chuẩn vì số phiếu ủng hộ không đạt ngưỡng quá nửa số cử tri đủ điều kiện bỏ phiếu.

## Bối cảnh
Đây là lần đầu tiên thủ tục sửa đổi hiến pháp được tiến hành thông qua trưng cầu ý dân sau khi Quốc dân Đại hội bị đình chỉ vào năm 2005.
Đã có một số nỗ lực nhằm hạ tuổi bầu cử từ 20 tuổi xuống 18 tuổi. Những đề xuất này bị Quốc dân Đại hội bác bỏ vào thập niên 1990. Năm 2005, Liên minh Quyền Thanh niên Đài Loan trở thành tổ chức xã hội dân sự đầu tiên vận động hạ tuổi bầu cử. Vấn đề này được đưa ra Ủy ban sửa đổi Hiến pháp của Lập pháp viện thảo luận vào năm 2015 nhưng không tiến triển được vì Đảng Dân chủ Tiến bộ phản đối yêu cầu bảo đảm quyền bầu cử vắng mặt của Trung Quốc Quốc dân Đảng.
Phong trào hạ tuổi bầu cử từng bước đạt được thành công. Tháng 12 năm 2017, Luật trưng cầu ý dân được sửa đổi, cho phép công dân đủ 18 tuổi trở lên tham gia trưng cầu ý dân về những vấn đề ngoài hiến pháp. Tháng 8 năm 2020, Hành chính viện đề xuất sửa đổi Bộ luật dân sự Trung Hoa Dân Quốc để hạ tuổi trưởng thành từ 20 tuổi xuống 18 tuổi. Đề xuất sửa đổi được Lập pháp viện thông qua vào tháng 12 năm 2020.

## Thảo luận tại Lập pháp viện

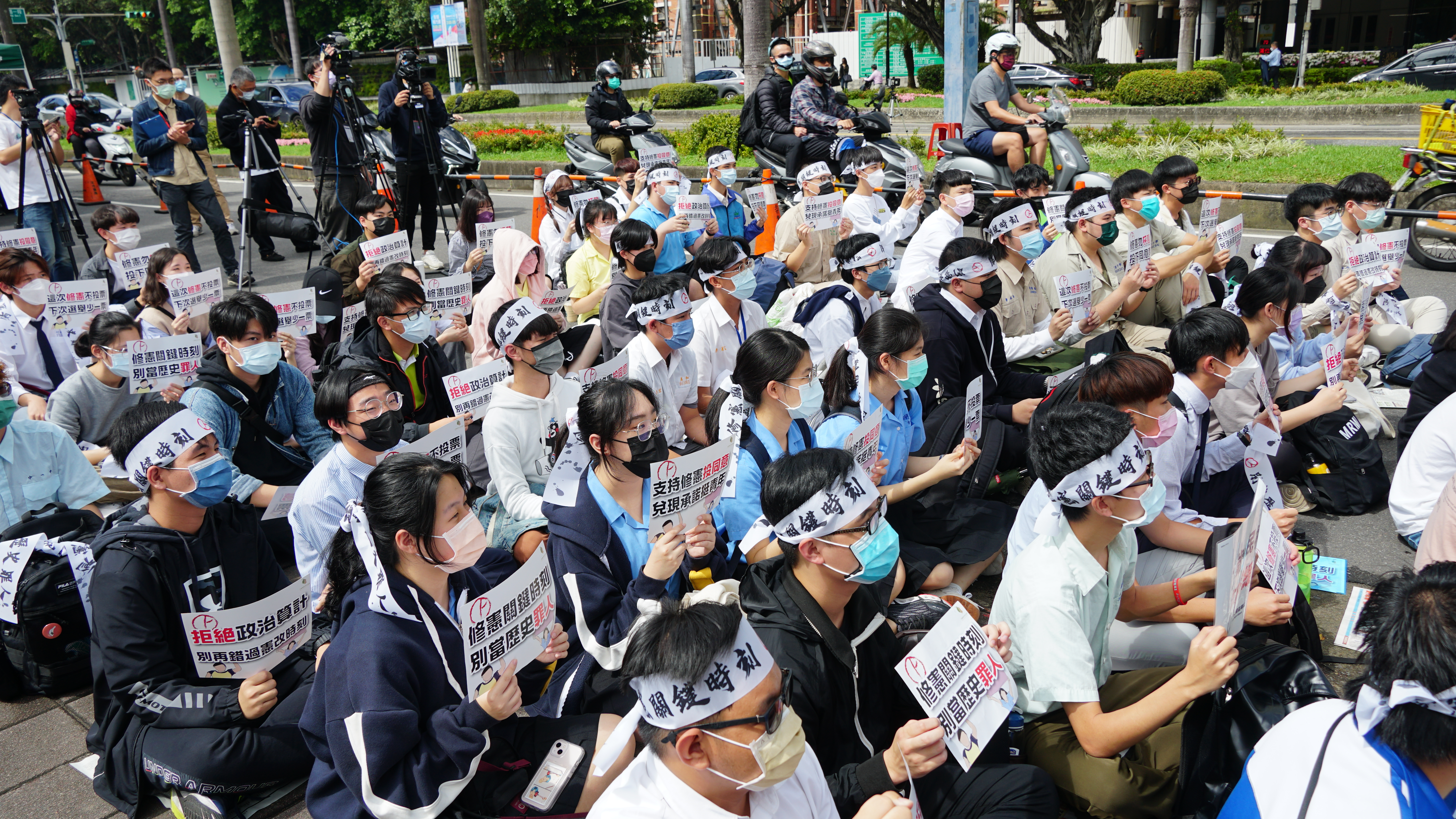
Biểu tình ủng hộ hạ tuổi bầu cử bên ngoài Lập pháp viện

Tháng 3 năm 2020, một nhóm ủy viên lập pháp Trung Quốc Quốc dân Đảng đề xuất kiến nghị hạ tuổi bầu cử. Tháng 5 năm 2020, Tổng thống Thái Anh Văn xác nhận sẽ thành lập Ủy ban sửa đổi Hiến pháp tại kỳ họp tiếp theo của Lập pháp viện để thảo luận các đề xuất. Ủy ban sửa đổi Hiến pháp được chính thức thành lập vào tháng 10 năm 2020.
Ngày 18 tháng 1 năm 2022, Ủy ban sửa đổi Hiến pháp của Lập pháp viện thông qua kiến nghị do Đảng Dân chủ Tiến bộ, Đảng Quyền lực mới và Đảng Dân chúng Đài Loan đệ trình. Ngày 25 tháng 3 năm 2022, Lập pháp viện nhất trí biểu quyết thông qua tu chính án hạ tuổi bầu cử và tuổi ứng cử xuống còn 18 tuổi với 109 phiếu thuận. Bốn ủy viên lập pháp không tham gia biểu quyết, bao gồm ba ủy viên Lập pháp viện của Trung Quốc Quốc dân Đảng. Tám tổ chức bảo vệ quyền của thanh thiếu niên và các tổ chức phi chính phủ thành lập một liên minh để vận động thông qua tu chính án. Những người ủng hộ dự luật sử dụng hashtag #votefor18 khi thảo luận về tu chính án trên mạng. Vào ngày biểu quyết, một số học sinh trung học tập trung bên ngoài Lập pháp viện và reo hò khi tu chính án được thông qua.

## Nội dung
Dự thảo tu chính án Tu chính Hiến pháp Trung Hoa Dân Quốc có nội dung sau:
| “ | Công dân Trung Hoa Dân Quốc đủ mười tám tuổi trở lên có quyền bầu cử, bãi miễn, sáng kiến, phúc quyết và tham gia trưng cầu ý dân theo quy định của pháp luật. Trừ trường hợp Hiến pháp hoặc pháp luật có quy định khác, công dân đủ mười tám tuổi trở lên có quyền ứng cử theo quy định của pháp luật. Điều 130 Hiến pháp bị đình chỉ áp dụng. | ” |
| — | |   |

Nếu tu chính án được thông qua thì tuổi bầu cử được hạ từ 20 tuổi xuống 18 tuổi; tuổi bãi miễn, sáng kiến, phúc quyết và tham gia trưng cầu ý dân là 18 tuổi; và tuổi ứng cử được hạ từ 23 tuổi xuống 18 tuổi (khi luật bầu cử có liên quan quy định tuổi ứng cử được sửa đổi).

## Tổ chức
Ngày 15 tháng 4 năm 2022, Ủy ban bầu cử trung ương thông báo sẽ tổ chức cuộc trưng cầu ý dân đồng thời với cuộc bầu cử địa phương vào ngày 26 tháng 11.
Hiến pháp Trung Hoa Dân Quốc quy định công dân đủ 20 tuổi trở lên có quyền bầu cử và công dân đủ 23 tuổi trở lên (trừ những trường hợp Hiến pháp và Luật bầu cử và bãi miễn công chức có quy định khác).
Tu chính Hiến pháp Trung Hoa Dân Quốc quy định sửa đổi hiến pháp phải được ít nhất ba phần tư số ủy viên Lập pháp viện có mặt tán thành với ít nhất ba phần tư tổng số ủy viên Lập pháp viện tham dự phiên họp. Sau đó, sửa đổi hiên pháp được đưa ra trưng cầu ý dân trong thời hạn sáu tháng và phải được ít nhất quá nửa tổng số cử tri đủ điều kiện bỏ phiếu ủng hộ. Công dân dưới 20 tuổi không được tham gia cuộc trưng cầu ý dân này vì tuổi tham gia trưng cầu ý dân về sửa đổi hiến pháp do Hiến pháp quy định.

## Kết quả
Kết quả cho thấy 53% số phiếu ủng hộ tu chính án với tỷ lệ cử tri đi bỏ phiếu là 59%. Tuy nhiên, tu chính án không được phê chuẩn do không đạt ngưỡng quá nửa tổng số cử tri đủ điều kiện. Trước bối cảnh Đảng Dân chủ Tiến bộ thất bại trong cuộc bầu cử địa phương năm 2022, có nhận xét rằng sở dĩ cuộc trưng cầu ý dân thất bại là vì nhiều người ủng hộ Trung Quốc Quốc dân Đảng đi bỏ phiếu nhằm kiềm chế Đảng Dân chủ Tiến bộ.
| Lựa chọn                        | Lựa chọn                     | Phiếu bầu  | %      |
| ------------------------------- | ---------------------------- | ---------- | ------ |
| Đồng ý                          | Đồng ý                       | 5.647.102  | 52.96  |
| Không đồng ý                    | Không đồng ý                 | 5.016.427  | 47.04  |
| Tổng cộng                       | Tổng cộng                    | 10.663.529 | 100.00 |
|                                 |                              |            |        |
| Phiếu bầu hợp lệ                | Phiếu bầu hợp lệ             | 10.663.529 | 93.99  |
| Phiếu bầu không hợp lệ/trống    | Phiếu bầu không hợp lệ/trống | 682.403    | 6.01   |
| Tổng cộng phiếu bầu             | Tổng cộng phiếu bầu          | 11.345.932 | 100.00 |
| Cử tri phiếu bầu đã đăng ký     | Cử tri phiếu bầu đã đăng ký  | 19.239.392 | 58.97  |
| Nguồn: Ủy ban bầu cử trung ương |                              |            |        |